# Chrozophora plicata
Chrozophora plicata là một loài thực vật có hoa trong họ Đại kích. Loài này được (Vahl) A.Juss. ex Spreng. mô tả khoa học đầu tiên năm 1826.